# Các chương trình phát sóng trên Nickelodeon
Đây là danh sách các chương trình phát sóng trên Nickelodeon tại Mỹ. Đài truyền hình lên sóng lần đầu vào 1/4/1979.

## Chương trình hiện tại

### Chương trình gốc

#### Animated ("Nicktoons")
| Tựa đề                       | Ngày chiếu          | Phần hiện tại | Ghi chú |
| ---------------------------- | ------------------- | ------------- | ------- |
| SpongeBob SquarePants        | 1 tháng 5 năm 1999  | 10            |         |
| Teenage Mutant Ninja Turtles | 29 tháng 9 năm 2012 | 4             |         |
| Harvey Beaks                 | 28 tháng 3 năm 2015 | 2             |         |
| The Loud House               | 2 tháng 5 năm 2016  | 2             |         |
| Bunsen Is a Beast            | 16 tháng 1 năm 2017 | 1             | [ 1 ]   |

#### Live-action
| Tựa đề                     | Ngày chiếu           | Phần hiện tại | Ghi chú     |
| -------------------------- | -------------------- | ------------- | ----------- |
| The Thundermans            | 14 tháng 10 năm 2013 | 4             |             |
| Henry Danger               | 26 tháng 7 năm 2014  | 3             |             |
| Nicky, Ricky, Dicky & Dawn | 13 tháng 9 năm 2014  | 3             | [ 2 ] [ 3 ] |
| Make It Pop                | 6 tháng 4 năm 2015   | 2             |             |
| Game Shakers               | 12 tháng 9 năm 2015  | 2             |             |
| School of Rock             | 12 tháng 3 năm 2016  | 2             |             |
| The Other Kingdom          | 10 tháng 4 năm 2016  | 1             | [ 4 ]       |
| Legendary Dudas            | 9 tháng 7 năm 2016   | 1             |             |

#### Game shows
| Tựa đề       | Ngày chiếu         | Số phần | Nguồn tin |
| ------------ | ------------------ | ------- | --------- |
| Paradise Run | 1 tháng 2 năm 2016 | 1       |           |

#### Chương trình không kịch bản
| Tựa đề                 | Ngày chiếu              | Ghi chú     |
| ---------------------- | ----------------------- | ----------- |
| All In with Cam Newton | 3 tháng 6 năm 2016      | [ 5 ]       |
| Crashletes             | ngày 5 tháng 7 năm 2016 | [ 6 ] [ 7 ] |

#### Mẫu giáo
| Tựa đề                           | Ngày chiếu           | Số phần | Nguồn tin    |
| -------------------------------- | -------------------- | ------- | ------------ |
| Bubble Guppies                   | 24 tháng 1 năm 2011  | 4       |              |
| PAW Patrol                       | 12 tháng 8 năm 2013  | 3       |              |
| Wallykazam!                      | 3 tháng 2 năm 2014   | 2       |              |
| Dora and Friends: Into the City! | 18 tháng 8 năm 2014  | 2       |              |
| Blaze and the Monster Machines   | 13 tháng 10 năm 2014 | 2       |              |
| Little Charmers                  | 12 tháng 1 năm 2015  | 1       |              |
| Nick Jr. Puppies                 | 2 tháng 3 năm 2015   | 1       |              |
| Fresh Beat Band of Spies         | 15 tháng 6 năm 2015  | 1       |              |
| Mutt & Stuff                     | 10 tháng 7 năm 2015  | 1       | [ 8 ]        |
| Shimmer and Shine                | 24 tháng 8 năm 2015  | 1       |              |
| Teletubbies                      | 30 tháng 5 năm 2016  | 1       | [ 9 ] [ 10 ] |

#### Mini-series và sự kiện
- Nickelodeon Kids' Choice Awards (18 tháng 4 năm 1988 – hiện tại)
- Nickelodeon Kids' Choice Sports Awards (17 tháng 7 năm 2014 – hiện tại)
- Nickelodeon HALO Awards (30 tháng 11 năm 2014 – hiện tại)
- Nickelodeon Ultimate Halloween Costume Party (17 tháng 10 năm 2015 –hiện tại)
- Nickelodeon Ho Ho Holiday Special (5 tháng 12 năm 2015 – hiện tại)

#### Chương trình giáo dục
| Tựa đề          | Ngày chiếu               | Ghi chú |
| --------------- | ------------------------ | ------- |
| The HALO Effect | ngày 18 tháng 1 năm 2016 | [ 11 ]  |

#### Chương trình giáo dục ngắn
- Kids Pick the President (1988 – hiện tại)
- The Big Help (1990 – 2001; 2010 – hiện tại)
- Worldwide Day of Play (2004 – hiện tại)

### Chương trình bên thứ ba

#### Hoạt hình
- ALVINNN!!! and the Chipmunks (3 tháng 8 năm 2015 – hiện tại)[12]
- Miraculous: Tales of Ladybug & Cat Noir (6 tháng 12 năm 2015 – hiện tại)
- Regal Academy (13 tháng 8 năm 2016 – hiện tại)[13]

#### Live-action
- Power Rangers Dino Super Charge (7 tháng 2 năm 2015 – hiện tại)

### Chiếu lại các chương trình gốc

#### Mẫu giáo
- Team Umizoomi (25 tháng 1 năm 2010 – 24 tháng 4 năm 2015, chiếu chính thức; 25 tháng 4 năm 2015 – hiện tại, chiếu lại)

## Chương trình sắp tới

### TV movies
| Title                                       | Premiere date  | Notes  |
| ------------------------------------------- | -------------- | ------ |
| Albert                                      | 2016           | [ 14 ] |
| Untitled Legends of the Hidden Temple movie | 2016           | [ 14 ] |
| Hey Arnold!: The Jungle Movie               | Tháng 11, 2017 | [ 15 ] |

### Chương trình gốc

#### Hoạt hình ("Nicktoons")
| Title                | Premiere date | Notes  |
| -------------------- | ------------- | ------ |
| Welcome to the Wayne | 2016          | [ 16 ] |
| Pinky Malinky        | 2016          | [ 17 ] |
| Bunsen Is A Beast!   | 2017          | [ 1 ]  |
| Glitch Techs         | 2018          | [ 18 ] |

#### Live-action comedy
| Title          | Premiere date | Notes  |
| -------------- | ------------- | ------ |
| The Dunes Club | 2016          | [ 19 ] |

#### Chương trình không kịch bản
| Title                    | Premiere date | Notes |
| ------------------------ | ------------- | ----- |
| Jagger Eaton’s Mega Life | TBA           | [ 6 ] |
| Crashletes               | TBA           | [ 6 ] |

### Chương trình bên thứ ba

#### Hoạt hình
| Title         | Premiere date | Notes  |
| ------------- | ------------- | ------ |
| Regal Academy | 2016          | [ 20 ] |
| Mysticons     | 2017          | [ 21 ] |

#### Live-action
| Title                     | Premiere date | Notes  |
| ------------------------- | ------------- | ------ |
| Power Rangers Ninja Steel | 2017          |        |
| Ride                      | TBA           | [ 23 ] |

#### Mẫu giáo
| Title        | Premiere date       | Notes               |
| ------------ | ------------------- | ------------------- |
| Rusty Rivets | 22 tháng 8 năm 2016 | [ 6 ] [ 10 ] [ 23 ] |
| Sunny Day    | TBA                 | [ 6 ] [ 10 ] [ 23 ] |

## Chương trình cũ
- 1 Indicates program that had also been broadcast on Nick at Nite.
- 2 Indicates program that had also been broadcast in first-run form on the Nick Jr. cable channel.
- 3 Indicates program that is currently being broadcast on TeenNick.
- 4 Indicates program that is currently being broadcast on Nicktoons.
- 5 Indicates program also aired as part of the Nick Jr. block.

### Former original animated series ("Nicktoons")
| Title                                       | Premiere date             | Finale date               | Date(s) reran         | Note(s) |
| ------------------------------------------- | ------------------------- | ------------------------- | --------------------- | ------- |
| Doug                                        | 11 tháng 8 năm 1991       | 2 tháng 1 năm 1994        | 1994–2004; 2006; 2007 | 3       |
| Rugrats                                     | 11 tháng 8 năm 1991       | 1 tháng 8 năm 2004        | 2004–07; 2010–13      | 3       |
| The Ren & Stimpy Show                       | 11 tháng 8 năm 1991       | 14 tháng 11 năm 1996      | 1996–2002; 2006; 2007 | 3       |
| Rocko's Modern Life                         | 18 tháng 9 năm 1993       | 24 tháng 11 năm 1996      | 1996–2004; 2006; 2007 |         |
| Aaahh!!! Real Monsters                      | 29 tháng 10 năm 1994      | 6 tháng 12 năm 1997       | 1997–2004; 2006; 2007 |         |
| KaBlam!                                     | 7 tháng 10 năm 1996       | 22 tháng 1 năm 2000       | 2000–03; 2007         |         |
| Hey Arnold!                                 | 7 tháng 10 năm 1996       | 8 tháng 6 năm 2004        | 2004–05; 2006; 2007   | 3       |
| The Angry Beavers                           | 19 tháng 4 năm 1997       | 11 tháng 11 năm 2001      | 2001–04; 2006; 2007   | 3       |
| CatDog                                      | 4 tháng 4 năm 1998        | 15 tháng 6 năm 2005       | 2005–07               | 3       |
| Oh Yeah! Cartoons                           | 17 tháng 7 năm 1998       | 26 tháng 5 năm 2001       | 2001–04; 2007         |         |
| The Wild Thornberrys                        | 1 tháng 9 năm 1998        | 11 tháng 6 năm 2004       | 2004–07               |         |
| Rocket Power                                | 16 tháng 8 năm 1999       | 30 tháng 7 năm 2004       | 2004–05; 2006; 2007   | 3       |
| As Told by Ginger                           | 25 tháng 10 năm 2000      | 14 tháng 11 năm 2006      | 2004–05; 2007–09      |         |
| Invader Zim                                 | 30 tháng 3 năm 2001       | 19 tháng 8 năm 2006       | 2002; 2007            |         |
| ChalkZone                                   | 22 tháng 3 năm 2002       | 23 tháng 8 năm 2008       | 2008–10               |         |
| The Adventures of Jimmy Neutron, Boy Genius | 20 tháng 7 năm 2002       | 25 tháng 11 năm 2006      | 2006–13               |         |
| All Grown Up!                               | 12 tháng 4 năm 2003       | 17 tháng 8 năm 2008       | 2008–13               |         |
| My Life as a Teenage Robot                  | 1 tháng 8 năm 2003        | 2 tháng 5 năm 2009        | 2005–09               |         |
| Danny Phantom                               | 3 tháng 4 năm 2004        | 24 tháng 8 năm 2007       | 2007–09               |         |
| Avatar: The Last Airbender                  | 21 tháng 2 năm 2005       | 19 tháng 7 năm 2008       | 2008                  |         |
| Catscratch                                  | 9 tháng 7 năm 2005        | 10 tháng 2 năm 2007       | 2007                  |         |
| The X's                                     | 25 tháng 11 năm 2005      | 13 tháng 12 năm 2006      | 2006–07               |         |
| Mr. Meaty                                   | 30 tháng 12 năm 2005      | 23 tháng 5 năm 2009       | 2007                  |         |
| El Tigre: The Adventures of Manny Rivera    | 3 tháng 3 năm 2007        | 13 tháng 9 năm 2008       | 2008–09               |         |
| Tak and the Power of Juju                   | ngày 31 tháng 8 năm 2007  | ngày 24 tháng 1 năm 2009  | 2009                  |         |
| Back at the Barnyard                        | ngày 29 tháng 9 năm 2007  | ngày 12 tháng 11 năm 2011 | 2010; 2012; 2013      |         |
| The Mighty B!                               | ngày 26 tháng 4 năm 2008  | ngày 18 tháng 6 năm 2011  | 2010; 2012–13         |         |
| Rugrats Pre-School Daze                     | ngày 16 tháng 11 năm 2008 | ngày 7 tháng 12 năm 2008  | 2010                  |         |
| The Penguins of Madagascar                  | ngày 28 tháng 11 năm 2008 | ngày 19 tháng 12 năm 2015 | 2012–15               | 4       |
| Fanboy & Chum Chum                          | ngày 12 tháng 10 năm 2009 | ngày 12 tháng 7 năm 2014  | 2012–14               | 4       |
| T.U.F.F. Puppy                              | ngày 2 tháng 10 năm 2010  | ngày 4 tháng 4 năm 2015   | 2015                  | 4       |
| Planet Sheen                                | ngày 2 tháng 10 năm 2010  | ngày 15 tháng 2 năm 2013  | 2011                  |         |
| Winx Club                                   | ngày 27 tháng 6 năm 2011  | ngày 10 tháng 4 năm 2016  | 2011–14               |         |
| Kung Fu Panda: Legends of Awesomeness       | ngày 19 tháng 9 năm 2011  | ngày 29 tháng 6 năm 2016  | 2014–15               | 4       |
| The Legend of Korra                         | ngày 14 tháng 4 năm 2012  | ngày 19 tháng 12 năm 2014 | 2014                  |         |
| Robot and Monster                           | ngày 4 tháng 8 năm 2012   | ngày 14 tháng 2 năm 2015  | 2012–15               |         |
| Monsters vs. Aliens                         | ngày 23 tháng 3 năm 2013  | ngày 8 tháng 2 năm 2014   | 2014                  |         |
| Sanjay and Craig                            | ngày 25 tháng 5 năm 2013  | ngày 29 tháng 7 năm 2016  | N/A                   | 4       |
| Rabbids Invasion                            | ngày 3 tháng 8 năm 2013   | ngày 7 tháng 2 năm 2016   | 2016                  | 4       |
| Breadwinners                                | ngày 17 tháng 2 năm 2014  | ngày 11 tháng 12 năm 2015 | 2015                  | 4       |
| Harvey Beaks                                | ngày 28 tháng 3 năm 2015  | ngày 29 tháng 12 năm 2017 | 2015–16               |         |

### Former digital-online animated series
- Welcome to the Wayne (ngày 28 tháng 7 năm 2014 – ngày 15 tháng 9 năm 2014)[24]

### Former original live-action comedy series
| Title                                    | Premiere date                    | Finale date                      | Date(s) reran       | Note(s)     |
| ---------------------------------------- | -------------------------------- | -------------------------------- | ------------------- | ----------- |
| The Adventures of Pete & Pete            | 1989 (shorts) 9 tháng 2 năm 1991 | 1990 (shorts) 1 tháng 5 năm 1996 | 1996–99; 2003–04    |             |
| Hey Dude                                 | 14 tháng 7 năm 1989              | 30 tháng 8 năm 1991              | 1991–2000; 2004     |             |
| Welcome Freshmen                         | 1 tháng 2 năm 1991               | 1993                             | 1993–96             |             |
| Clarissa Explains It All                 | 23 tháng 3 năm 1991              | 1 tháng 10 năm 1994              | 1994–99; 2001; 2004 |             |
| Salute Your Shorts                       | 4 tháng 7 năm 1991               | 28 tháng 2 năm 1992              | 1992–99; 2004       |             |
| The Secret World of Alex Mack            | 8 tháng 10 năm 1994              | 15 tháng 1 năm 1998              | 1998–2000           |             |
| My Brother and Me                        | 15 tháng 10 năm 1994             | 2 tháng 2 năm 1995               | 1995–99             |             |
| Space Cases                              | 2 tháng 3 năm 1996               | 27 tháng 1 năm 1997              | 1997–98             |             |
| Kenan & Kel                              | 17 tháng 8 năm 1996              | 15 tháng 7 năm 2000              | 2000–04             |             |
| Cousin Skeeter                           | 1 tháng 9 năm 1998               | 19 tháng 5 năm 2001              | 2001–03             |             |
| 100 Deeds for Eddie McDowd               | 16 tháng 10 năm 1999             | 21 tháng 4 năm 2002              | 2002–03             |             |
| The Brothers Garcia                      | 23 tháng 7 năm 2000              | 8 tháng 8 năm 2004               | 2004                |             |
| Noah Knows Best                          | 7 tháng 10 năm 2000              | 6 tháng 1 năm 2001               | 2001                |             |
| Taina                                    | 14 tháng 1 năm 2001              | 11 tháng 5 năm 2002              | 2002                |             |
| Romeo!                                   | 13 tháng 9 năm 2003              | 23 tháng 7 năm 2006              | 2006                |             |
| Drake & Josh                             | 11 tháng 1 năm 2004              | 5 tháng 12 năm 2008              | 2007–14             | 3           |
| Ned's Declassified School Survival Guide | 12 tháng 9 năm 2004              | 9 tháng 6 năm 2007               | 2007–09; 2012       |             |
| Unfabulous                               | ngày 12 tháng 9 năm 2004         | ngày 16 tháng 12 năm 2007        | 2007–08             |             |
| Zoey 101                                 | ngày 9 tháng 1 năm 2005          | ngày 2 tháng 5 năm 2008          | 2008–09; 2014       | 3           |
| Just for Kicks                           | ngày 9 tháng 4 năm 2006          | ngày 13 tháng 8 năm 2006         | 2006                |             |
| Just Jordan                              | ngày 7 tháng 1 năm 2007          | ngày 5 tháng 4 năm 2008          | 2008                |             |
| The Naked Brothers Band                  | ngày 3 tháng 2 năm 2007          | ngày 13 tháng 6 năm 2009         | 2009                |             |
| iCarly                                   | ngày 8 tháng 9 năm 2007          | ngày 23 tháng 11 năm 2012        | 2012–13; 2014–16    | 3           |
| True Jackson, VP                         | ngày 8 tháng 11 năm 2008         | ngày 20 tháng 8 năm 2011         | 2011                |             |
| Big Time Rush                            | ngày 28 tháng 11 năm 2009        | ngày 25 tháng 7 năm 2013         | 2013                | 3           |
| Victorious                               | ngày 27 tháng 3 năm 2010         | ngày 2 tháng 2 năm 2013          | 2013; 2014; 2015    | 3           |
| Bucket & Skinner's Epic Adventures       | ngày 1 tháng 7 năm 2011          | ngày 1 tháng 5 năm 2013          | 2012                |             |
| Fred: The Show                           | ngày 16 tháng 1 năm 2012         | ngày 3 tháng 8 năm 2012          | 2012                |             |
| How to Rock                              | ngày 4 tháng 2 năm 2012          | ngày 8 tháng 12 năm 2012         | 2012                |             |
| Marvin Marvin                            | ngày 24 tháng 11 năm 2012        | ngày 27 tháng 4 năm 2013         | 2013                |             |
| Wendell & Vinnie                         | ngày 16 tháng 2 năm 2013         | ngày 22 tháng 9 năm 2013         | 2013                |             |
| Sam & Cat                                | ngày 8 tháng 6 năm 2013          | ngày 17 tháng 7 năm 2014         | 2014–15             |             |
| The Haunted Hathaways                    | ngày 13 tháng 7 năm 2013         | ngày 5 tháng 3 năm 2015          | 2015                |             |
| Deadtime Stories                         | ngày 3 tháng 10 năm 2013         | ngày 14 tháng 11 năm 2013        | 2013                |             |
| Emma và Nhật ký phép thuật               | ngày 1 tháng 1 năm 2014          | ngày 30 tháng 7 năm 2015         | 2015                |             |
| Max & Shred                              | ngày 6 tháng 10 năm 2014         | present                          | 2016                |             |
| 100 Things to Do Before High School      | ngày 11 tháng 11 năm 2014        | ngày 27 tháng 2 năm 2016         | 2016                |             |
| Bella and the Bulldogs                   | ngày 17 tháng 1 năm 2015         | ngày 25 tháng 6 năm 2016         | 2016                | [ 2 ] [ 3 ] |
| WITS Academy                             | ngày 5 tháng 10 năm 2015         | ngày 30 tháng 10 năm 2015        | n/a                 |             |
| Talia in the Kitchen                     | ngày 6 tháng 7 năm 2015          | ngày 23 tháng 12 năm 2015        | 2015                |             |
| Lost in the West                         | ngày 28 tháng 5 năm 2016         | ngày 30 tháng 5 năm 2016         | n/a                 | Miniseries  |
| Drama                                    | ngày 4 tháng 9 năm 2020          | 2021                             | 2020                |             |

### Former original drama series
| Title                           | Premiere date                                      | Finale date                                       | Date(s) reran | Note(s) |
| ------------------------------- | -------------------------------------------------- | ------------------------------------------------- | ------------- | ------- |
| The Third Eye                   | ngày 4 tháng 1 năm 1983                            | ngày 31 tháng 5 năm 1985                          | 1985–87       |         |
| Fifteen                         | ngày 2 tháng 2 năm 1991                            | ngày 26 tháng 6 năm 1994                          | 1994–96       |         |
| Are You Afraid of the Dark?     | ngày 31 tháng 10 năm 1991 ngày 27 tháng 2 năm 1999 | ngày 20 tháng 4 năm 1996 ngày 11 tháng 6 năm 2000 | 2000–02       |         |
| The Mystery Files of Shelby Woo | ngày 16 tháng 3 năm 1996                           | ngày 25 tháng 10 năm 1998                         | 1998–99       |         |
| The Journey of Allen Strange    | ngày 8 tháng 11 năm 1997                           | ngày 23 tháng 4 năm 2000                          | 2000–01       |         |
| Animorphs                       | ngày 12 tháng 9 năm 1998                           | ngày 8 tháng 10 năm 1999                          | 1999–2000     |         |
| Caitlin's Way                   | ngày 11 tháng 3 năm 2000                           | ngày 28 tháng 4 năm 2002                          | 2002–03       |         |
| House of Anubis                 | ngày 1 tháng 1 năm 2011                            | ngày 17 tháng 6 năm 2013                          | N/A           |         |
| I Am Frankie                    | ngày 4 tháng 9 năm 2017                            | ngày 4 tháng 10 năm 2018                          | N/A           |         |

### Former original action series
| Title        | Premiere date            | Finale date              | Date(s) reran | Note(s) |
| ------------ | ------------------------ | ------------------------ | ------------- | ------- |
| The Troop    | ngày 18 tháng 9 năm 2009 | ngày 8 tháng 5 năm 2013  | N/A           |         |
| Supah Ninjas | ngày 17 tháng 1 năm 2011 | ngày 27 tháng 4 năm 2013 | 2013          |         |

### Former original educational series
- Launch Box (ngày 6 tháng 9 năm 1991 – ngày 1 tháng 9 năm 2000)
- Nick News W/5 (1992)
- Nick News with Linda Ellerbee (ngày 18 tháng 4 năm 1992 – ngày 15 tháng 12 năm 2015)
- Nick News Special Edition (1996)
- Let's Just Play Go Healthy Challenge (2005–2009)
- The Big Green Help (2008–2010)

### Former original game shows
- Double Dare (all versions; ngày 6 tháng 10 năm 1986 – ngày 6 tháng 2 năm 1993; ngày 24 tháng 1 năm 2000 – ngày 10 tháng 11 năm 2000)
  - Family Double Dare
  - Super Sloppy Double Dare
  - Double Dare 2000
- Finders Keepers (ngày 2 tháng 11 năm 1987 – ngày 30 tháng 6 năm 1990)
- Think Fast! (ngày 1 tháng 5 năm 1989 – ngày 29 tháng 6 năm 1991)
- Make the Grade (ngày 2 tháng 10 năm 1989 – ngày 29 tháng 12 năm 1991)
- Wild & Crazy Kids (ngày 4 tháng 7 năm 1990–1992)
- Get the Picture (ngày 18 tháng 3 năm 1991 – ngày 13 tháng 3 năm 1993)
- What Would You Do? (ngày 31 tháng 8 năm 1991–1993)
- Nick Arcade (ngày 4 tháng 1 năm 1992 – ngày 12 tháng 3 năm 1993)
- Nickelodeon Guts (ngày 19 tháng 9 năm 1992 – ngày 31 tháng 8 năm 1995)
- Legends of the Hidden Temple (ngày 11 tháng 9 năm 1993–1995)
- Global Guts (ngày 1 tháng 9 năm 1995 – ngày 14 tháng 1 năm 1996)
- Nickelodeon Sports Theater with Shaquille O'Neal (ngày 8 tháng 6 năm 1996–2004)
- Figure It Out (ngày 7 tháng 7 năm 1997 – ngày 12 tháng 12 năm 1999; ngày 11 tháng 6 năm 2012 – ngày 16 tháng 7 năm 2013)
  - Figure It Out: Family Style
  - Figure It Out: Wild Style
- You're On! (ngày 1 tháng 8 năm 1998–1999)
- Double Dare 2000 (ngày 24 tháng 1 năm 2000 – ngày 10 tháng 11 năm 2000)
- Robot Wars (ngày 25 tháng 8 năm 2002 – ngày 6 tháng 10 năm 2002)
- Scaredy Camp (ngày 22 tháng 10 năm 2002 – ngày 13 tháng 8 năm 2003)
- My Family's Got Guts (ngày 15 tháng 9 năm 2008 – ngày 10 tháng 10 năm 2009)
- BrainSurge (ngày 28 tháng 9 năm 2009 – ngày 9 tháng 5 năm 2014)
- Webheads (ngày 2 tháng 6 năm 2014 – ngày 3 tháng 7 năm 2014)

### Former original preschool series
- Eureeka's Castle (1989–1995, 1998–99 reruns)5
- Allegra's Window (1994–1996)5
- Gullah Gullah Island (ngày 10 tháng 10 năm 1994 – ngày 9 tháng 1 năm 1998)5
- Little Bear (ngày 6 tháng 11 năm 1995 – ngày 2 tháng 6 năm 2003)5
- Blue's Clues (ngày 8 tháng 9 năm 1996 – ngày 6 tháng 8 năm 2006)5
- Binyah Binyah! (ngày 2 tháng 2 năm 1998 – ngày 6 tháng 2 năm 1998)5
- Little Bill (1999–2004 first-runs, 2004–2007 reruns)5
- Dora the Explorer (ngày 14 tháng 8 năm 2000 – ngày 5 tháng 6 năm 2014 first-run, 2014 reruns)5
- Oswald (ngày 20 tháng 8 năm 2001 – ngày 3 tháng 11 năm 2003) 5
- Max & Ruby (ngày 21 tháng 10 năm 2002 – ngày 11 tháng 2 năm 2013 first-run, 2013; 2014 reruns)5
- LazyTown (ngày 16 tháng 8 năm 2004–2007)5
- Miss Spider's Sunny Patch Friends (ngày 7 tháng 9 năm 2004–2007)5
- The Backyardigans (ngày 11 tháng 10 năm 2004 – ngày 31 tháng 5 năm 2010)5
- Go, Diego, Go! (ngày 6 tháng 9 năm 2005 – ngày 16 tháng 9 năm 2011)5
- Jack's Big Music Show (ngày 12 tháng 9 năm 2005 – ngày 1 tháng 4 năm 2007)5
- Wonder Pets! (ngày 3 tháng 3 năm 2006 – ngày 18 tháng 5 năm 2009)5
- Wow! Wow! Wubbzy! (ngày 28 tháng 8 năm 2006 – ngày 21 tháng 2 năm 2010)5
- Yo Gabba Gabba! (ngày 20 tháng 8 năm 2007–2009)5
- Ni Hao, Kai-Lan (ngày 5 tháng 11 năm 2007 – ngày 4 tháng 11 năm 2011)5
- Olivia (ngày 26 tháng 1 năm 2009 – ngày 26 tháng 3 năm 2011)5
- The Fresh Beat Band (ngày 24 tháng 8 năm 2009 – ngày 7 tháng 12 năm 2013)5
- Team Umizoomi (ngày 25 tháng 1 năm 2010 – ngày 24 tháng 4 năm 2015 first-runs, ngày 25 tháng 4 năm 2015 – present, reruns)5
- Peter Rabbit (ngày 19 tháng 2 năm 2013 – ngày 30 tháng 5 năm 2015)5

### Former original variety programs
- Pinwheel (ngày 1 tháng 12 năm 1977 – ngày 6 tháng 7 năm 1990)5
- Nickel Flicks (1979)
- America Goes Bananaz (1979–1980)
- By the Way (1979–1980)
- Hocus Focus (1979 – ngày 31 tháng 3 năm 1981)
- Children's Classics (1980–1981)
- Pop Clips (1980 – ngày 31 tháng 3 năm 1981)
- Livewire (1980 – ngày 26 tháng 4 năm 1986)
- Studio See (ngày 1 tháng 4 năm 1981 – ngày 31 tháng 3 năm 1983)
- Reggie Jackson's World of Sports (ngày 1 tháng 12 năm 1981 – ngày 31 tháng 3 năm 1985)
- Against the Odds (ngày 5 tháng 12 năm 1982 – ngày 28 tháng 6 năm 1985)
- Standby: Lights, Camera, Action (ngày 5 tháng 12 năm 1982 – ngày 31 tháng 5 năm 1987)
- Kids' Writes (ngày 5 tháng 12 năm 1982 – ngày 29 tháng 11 năm 1987)
- Going Great (ngày 1 tháng 10 năm 1983 – ngày 31 tháng 8 năm 1986)
- Mr. Wizard's World (ngày 3 tháng 10 năm 1983 – ngày 25 tháng 8 năm 2000)
- Nick Rocks (ngày 3 tháng 6 năm 1984 – ngày 26 tháng 3 năm 1989)
- Out of Control (ngày 6 tháng 10 năm 1984 – ngày 1 tháng 5 năm 1985)
- National Geographic Explorer (ngày 7 tháng 4 năm 1985 – ngày 26 tháng 1 năm 1986)
- Turkey Television (ngày 3 tháng 6 năm 1985 – ngày 31 tháng 12 năm 1988)
- Rated K: For Kids, By Kids (ngày 1 tháng 11 năm 1986 – ngày 27 tháng 8 năm 1988)
- Sixteen Cinema (ngày 1 tháng 11 năm 1987 – ngày 28 tháng 5 năm 1989)
- Don't Just Sit There (ngày 1 tháng 7 năm 1988 – ngày 25 tháng 5 năm 1991)
- Kids' Court (ngày 3 tháng 9 năm 1988 – ngày 5 tháng 9 năm 1993)
- Total Panic (ngày 2 tháng 4 năm 1989 – ngày 30 tháng 9 năm 1990)
- SK8-TV (ngày 4 tháng 7 năm 1990 – ngày 28 tháng 9 năm 1991)
- Outta Here (ngày 13 tháng 8 năm 1990 – ngày 4 tháng 1 năm 1991)
- The Nick Hit List (ngày 1 tháng 11 năm 1991 – ngày 27 tháng 3 năm 1992)
- The Wild Side Show (ngày 1 tháng 2 năm 1992 – ngày 30 tháng 9 năm 1995)
- Roundhouse (ngày 15 tháng 8 năm 1992 – ngày 24 tháng 12 năm 1996)
- Weinerville (ngày 11 tháng 7 năm 1993 – ngày 30 tháng 6 năm 1997)
- All That (ngày 16 tháng 4 năm 1994 – ngày 22 tháng 10 năm 2005)
- U to U (ngày 1 tháng 12 năm 1994 – ngày 29 tháng 10 năm 1995)
- And Now This (1998)
- The Amanda Show (ngày 16 tháng 10 năm 1999 – ngày 21 tháng 9 năm 2002)
- The Nick Cannon Show (ngày 19 tháng 1 năm 2002 – ngày 15 tháng 2 năm 2003)
- W.A.C.K. (2003)
- Let's Just Play Go Healthy Challenge (2004–2008)
- Nick Cannon's Star Camp (ngày 22 tháng 7 năm 2007)
- Dance on Sunset (ngày 29 tháng 3 năm 2008 – ngày 21 tháng 6 năm 2008)
- You Gotta See This (ngày 21 tháng 7 năm 2012 – ngày 1 tháng 4 năm 2014)
- ReactToThat  (ngày 15 tháng 12 năm 2014 – ngày 1 tháng 2 năm 2015)
- AwesomenessTV (ngày 1 tháng 7 năm 2013 – ngày 7 tháng 3 năm 2015)

#### Mini-series and specials
- The Big Ballot (1986)
- Whoopi's Littleburg (January 18 – ngày 7 tháng 6 năm 2004)5
- 7 Secrets (April 24 – ngày 27 tháng 11 năm 2010)
- SpongeBob SquarePants: Legends of Bikini Bottom (January 28 – ngày 11 tháng 6 năm 2011)
- SpongeBob's Runaway Roadtrip (November 7–11, 2011)